# Élections législatives israéliennes de 1955
Les élections législatives israéliennes ont eu lieu de manière anticipée le 26 juillet 1955, en Israël. Le seuil électoral est de 1 %.

## Campagne
La campagne électorale est entièrement occupée par les conséquences du procès Kastner dans le débat public : les uns réclament que Kastner soit jugé au titre de la loi de 1950 réprimant les Nazis et leurs collaborateurs, les autres considérant que le juge de première instance a été victime de la rhétorique de l’avocat de droite. Le 29 juin, le parti Hérout, soutenu par le parti communiste, avait déjà proposé une motion de censure et un vote de défiance qui conduit Moshé Sharett à présenter la démission de son gouvernement, les sionistes généraux ayant refusé de le soutenir. Sharett forme un gouvernement intérimaire, sans les centristes du sionisme général.
La campagne électorale est très violente : le Hérout utilise des affiches où Kastner est représenté sous les traits du Diable, et d’autres appelant à ne pas voter pour le parti du « kastnérisme », assimilé aux membres du Yichouv qui ont abandonné les Juifs d’Europe à leur sort. À gauche, les anciens partisans membres de la résistance juive dénoncent aussi Kastner comme représentant du Judenrat. Deux jours avant le vote, une bombe explose devant le domicile de l’ancien ministre de l'Intérieur Israël Rokah (sioniste général) qui s’était opposé à l’appel.
Cette campagne est un succès pour la droite : la gauche perd des sièges pendant que le Hérout (ancêtre du Likoud) progressent,.

## Résultats
|                           |                                               |           |       |        |               |  |  |  |  |
| Parti                     | Parti                                         | Voix      | %     | Sièges | +/-           |  |  |  |  |
|                           | Mapaï                                         | 274 735   | 32,20 | 40     | 5             |  |  |  |  |
|                           | Hérout                                        | 107 190   | 12,56 | 15     | 7             |  |  |  |  |
|                           | Sionisme général                              | 87 099    | 10,21 | 13     | 7             |  |  |  |  |
|                           | Front national religieux                      | 77 936    | 9,13  | 11     | 1             |  |  |  |  |
|                           | Akhdut HaAvoda                                | 69 475    | 8,14  | 10     | Nv.           |  |  |  |  |
|                           | Mapam                                         | 62 401    | 7,31  | 9      | 6             |  |  |  |  |
|                           | Front religieux de la Torah                   | 39 836    | 4,67  | 6      | 1             |  |  |  |  |
|                           | Maki                                          | 38 492    | 4,51  | 6      | 1             |  |  |  |  |
|                           | Parti progressiste                            | 37 661    | 4,41  | 5      | 1             |  |  |  |  |
|                           | Liste démocratique pour les Arabes israéliens | 15 475    | 1,81  | 2      | 1             |  |  |  |  |
|                           | Progrès et Travail                            | 12 511    | 1,47  | 2      | 1             |  |  |  |  |
|                           | Agriculture et Développement                  | 9 791     | 1,15  | 1      | en stagnation |  |  |  |  |
|                           | Communautés séfarades et orientales           | 6 994     | 0,82  | 0      | 2             |  |  |  |  |
|                           | Autres partis                                 | 13 623    | 1,61  | 0      | –             |  |  |  |  |
|                           |                                               |           |       |        |               |  |  |  |  |
| Suffrages exprimés        | Suffrages exprimés                            | 853 219   | 97,38 |        |               |  |  |  |  |
| Votes blancs et invalides | Votes blancs et invalides                     | 22 969    | 2,62  |        |               |  |  |  |  |
| Total                     | Total                                         | 876 188   | 100   | 120    | en stagnation |  |  |  |  |
| Abstentions               | Abstentions                                   | 181 421   | 17,17 |        |               |  |  |  |  |
| Inscrits / Participation  | Inscrits / Participation                      | 1 057 609 | 82,83 |        |               |  |  |  |  |